# Sord M 170
Sord M 170 (M 170) је био професионални рачунар фирме Sord који је почео да се производи у Јапану од 1978. године.
Користио је Z80 као микропроцесор. RAM меморија рачунара је имала капацитет од 16 KB или 32 KB (Model B). 
Као оперативни систем кориштен је ACEDOS.

## Детаљни подаци
Детаљнији подаци о рачунару M 170 су дати у табели испод.
|                       |                                                                                               |
| [ 1 ]                 |                                                                                               |
| Произвођач            |                                                                                               |
| Тип                   | професионални рачунар                                                                         |
| Меморија              | 16 или 32 (модел B)                                                                           |
| Поријекло             | Јапан                                                                                         |
| Година                | 1978                                                                                          |
| Тастатура             | тастатура са пуним помаком тастера. 56 тастера + 18 функцијских тастера и нумеричка тастатура |
| Процесор              |                                                                                               |
| Фреквенција процесора | 2 (подесиво све до 4 од стране хакера)                                                        |
| RAM                   | 16 или 32 (модел B)                                                                           |
| ROM                   | 4 (монитор програм)                                                                           |
| Текст                 | 64 знакова x 24 линије                                                                        |
| Графика               | ACE верзија: 320 x 256 монохроматски или 160 x 256                                            |
| Боја                  | 8 боја                                                                                        |
| Звук                  | двије октаве тонски генератор                                                                 |
| Димензије             | непознато                                                                                     |
| Портови               |                                                                                               |
| Оперативни систем     |                                                                                               |